# Sophie Blanchard
Sophie Blanchard, född Marie Madeleine-Sophie Armant 25 mars 1778 i Trois-Canons nära La Rochelle i Charente-Maritime, död 6 juli 1819 i Paris, var en fransk ballongflygare. Hon var gift med Jean-Pierre Blanchard.

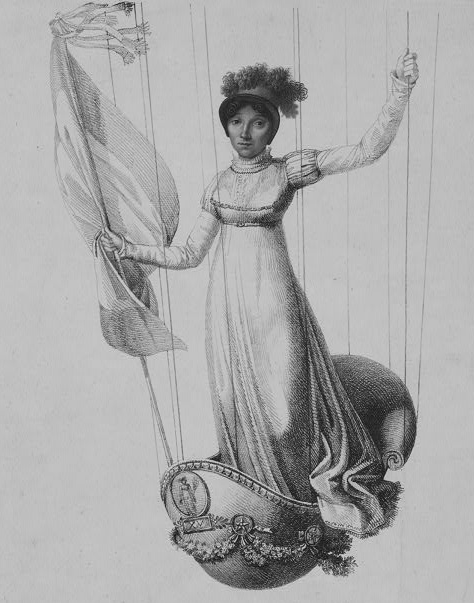
Sophie Blanchard

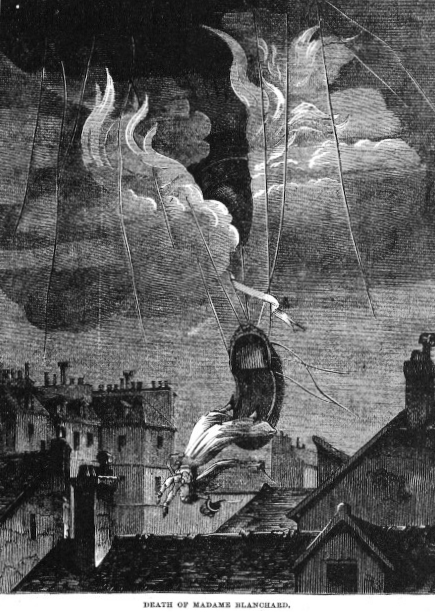
Sophie Blanchard

## Biografi
Sophie Blanchard gifte sig 1804 med ballongflygaren Jean-Pierre Blanchard. Hon utförde sin första ballonguppstigning på egen hand samma år när maken som var nära en konkurs fick idén att en kvinnlig pilot borde locka en stor betalande publik och sponsorer. Hon var inte den första kvinnliga ballongflygaren, men hon blev den första kvinna som försörjde sig på ballonguppstigningar.
Efter att hennes make avlidit 1809 i en hjärtattack under en ballongflygning, fortsatte hon ensam med sina uppstigningar med en charlierballong. Hon experimenterade med fallskärmar, där hon släppte ut små hundar och fyrverkeripjäser i små fallskärmar.
Napoleon I utnämnde henne till chef över det franska ballongflyget. När Napoleon fick sin idé om att tillverka en armada av stora transportballonger och med hjälp av dessa invadera England fick hon i uppgift att utreda möjligheten och leda genomförandet.
Under sin aktiva period som ballongflygare genomförde hon minst 67 dokumenterade uppstigningar. Många uppstigningar utfördes vid folkfester och som propaganda, bland annat flög hon med banderoller där folket på marken kunde läsa reklam och propagandatexter som var målade på långa tygremsor. Som flygpionjär var hon bland de första som korsade Alperna luftvägen.
Sophie Blanchard avled den 6 juli 1819 när hon skulle genomföra en kvällsuppstigning från Tivoli i Paris. Ballongen var försedd med fyrverkeripjäser som skulle antändas när ballongen nått cirka 200 meters höjd. Ingen vet riktigt vad som orsakade olyckan. Den ena teorin är att ventilen till höljet inte var helt stängd och när Blanchard tände fyrverkeripjäserna antändes även utströmmande gas från ballongen. Den andra teorin är att fyrverkeripjäserna rubbats av ett träd under uppstigningen, pjäserna blev då riktade in mot ballongen och när de antändes sprängdes ballongen. Linorna som höll upp den lilla gondol hon stod i brann upp och gondolen föll mot marken. Sophie Blanchard avled vid nedslaget och blev därmed det första kvinnliga dödsoffret i flygsammanhang.